# Monique Wilson
Monique Marie Mauricette Wilson, de soltera Arnoux, también conocida como Lady Olwen, (Hài Phòng, 1923 o 1928-1982) fue una sacerdotisa wiccana británica, miembro del círculo íntimo del fundador de la religión neopagana Wicca, Gerald Gardner.

## Trayectoria
Wilson nació con el nombre de Monique Marie Mauricette Arnoux en Hài Phòng, Vietnam, en 1923 (o posiblemente 1928), de padres franceses. Su padre era oficial de la marina francesa. Cuando era niña, conoció al fundador de Wicca, Gerald Gardner, cuando él trabajaba como funcionario de aduanas británico. Los dos se hicieron cercanos y Wilson se refería a él durante toda su vida como "tío Gerald". En 1939, el padre de Wilson fue asesinado y ella y su madre huyeron con otros refugiados a Hong Kong. Allí, conoció a su marido, Campbell "Scotty" Wilson, un piloto de bombardero de la Real Fuerza Aérea.
Se la conoció como la Reina de las Brujas de Gran Bretaña. En la década de 1960, la pareja, que trabajaban como agricultores de guisantes en Escocia, desarrollaron un interés en la Wicca. Wilson contactó con Gardner, para pedir orientación sobre como establecer una presencia Wicca en Escocia. Gardner los refirió a su amigo Charles Clark, quien inició a la pareja y a su hija pequeña en la Wicca y le dio a Wilson el nombre de oficio de «Lady Olwen». En 1961, la pareja fundó su propio aquelarre en Perth, y Wilson se convirtió en una gran sacerdotisa de aquelarres en Escocia. Poco antes de su muerte en 1964, Gardner nombró a Wilson su heredera, otorgándole la mayor parte de su patrimonio y todo el contenido de su Museo de Brujería y Magia. Wilson y su esposo exhibieron públicamente la colección en el Molino de las Brujas del siglo XVII en la Isla de Man, cerca del pueblo de Castletown. En 1973, Wilson vendió el museo y su contenido (10 000 artículos) a la empresa Ripley's Believe It or Not!, enfrentando críticas de la comunidad Wicca por su supuesta traición.
Después de la reacción negativa por la venta de la colección de Gardner, Wilson se distanció de la comunidad wicca. Murió en 1982, seguida por su marido en la década de 1990. Su hija, Yvette, renunció a su asociación con la brujería y las creencias Wicca y evita activamente hablar de la vida de su madre.